# تهی‌جایی

طراحی گرافیکی از یک جای‌خالی در ساختار کریستالی

تُهی‌جایی یا جای‌خالی (به انگلیسی: Vacancy) در بلورشناسی یکی از ساده‌ترین و مهم‌ترین عیوب نقطه‌ای است. تهی‌جایی به عدم وجود اتم یا یون به تعداد متناهی در شبکه بلوری ماده گفته می‌شود. تمامی جامدات بلوری دارای جاهای‌خالی هستند در واقع بسیار مشکل است که ماده‌ای ساخته شود که دارای این عیب نباشد. چنین عیوبی می‌تواند در مواقع انجماد، تغییر شکل دادن، اشعه دادن با انرژی زیاد یا در درجه حرارت‌های بالا به وجود بیایند. وجود نقص جای‌خالی منجر به نزدیک شدن اتم‌های اطراف جای‌خالی می‌شود و نظم اتمی اندکی به هم می‌ریزد و همچنین باعث افزایش انتروپی (Entropy) بلور می‌گردد.
در یک جسم در حالت تعادل همیشه تعدادی جای‌خالی وجود دارد که تعداد تعادلی جاهای‌خالی برای مقدار معینی از ماده وابسته به دما است. در حقیقت در هر دمایی تا دمای ذوب جامد بلوری رابطه‌ای بین تعداد مکان‌های خالی و مکان‌های دارای اتم برقرار است که از رابطه زیر بدست می‌آید:
{\displaystyle N_{v}=Nexp(-Q_{v}/k_{B}T)}
({\displaystyle N=\rho N_{A}/A})
که در آن {\displaystyle N_{v}} تعداد تعادلی جاهای‌خالی، {\displaystyle N} تعداد کل مکان‌های اتمی، {\displaystyle Q_{v}} انرژی لازم برای تشکیل جاهای‌خالی، {\displaystyle K_{B}} ثابت بولتزمن، {\displaystyle T} دما برحسب کلوین، {\displaystyle \rho } چگالی، {\displaystyle N_{A}} عدد آووگادرو و {\displaystyle A} جرم اتمی است. همچنین مشاهده شده‌است که در دمای ذوب بعضی مواد این نسبت ۱:۱۰۰۰ است.
اما در درجه حرارت بالاتر از حدود نقطه ذوب عیوب جای‌خالی از بین خواهند رفت زیرا در حالت مذاب شبکه کریستالی کاملاً بهم خواهد ریخت و همچنین لزوم حضور جاهای‌خالی را نیز با استفاده از اصول ترمودینامیک می‌توان اثبات نمود و تنها این عیوب هستند که در حالت حرارتی به وجود می‌آیند و بقیه عیوب کریستالی از نظر ترمودینامیکی در تعادل نیست و در اثر عوامل خارجی به وجود می‌آیند.
نقص جای‌خالی از عیوبی است که پدیده نفوذ را آسان‌تر می‌نماید و کاربردهای ویژه‌ای در ساخت مواد و آلیاژهایی با ویژگی‌های خاص و قابل کنترل دارد و سبب بروز تغییراتی در رنگ کریستال می‌گردد، استفاده صنعتی ای که از این عیوب می‌گردد در ساخت بلورهای نیم‌رسانا و نیمه عایق است.